# Pseudobradya crassipes
Pseudobradya crassipes är en kräftdjursart som beskrevs av Lang 1965. Pseudobradya crassipes ingår i släktet Pseudobradya och familjen Ectinosomatidae. Inga underarter finns listade i Catalogue of Life.